# Plaine Magnien
Pour les articles homonymes, voir Magnien (homonymie).
Plaine Magnien est une localité de la république de Maurice située au sud-est de son île principale, l'île Maurice. Elle est située à l'intérieur des terres à l'est de l'île aux Aigrettes et relève ce faisant du district de Grand Port. L'aéroport international Sir Seewoosagur Ramgoolam est situé dans la plaine qui l'accueille et porte le même nom. Plaine Magnien s'appelait Plaisance à l'époque, et le nom a été changé parce que les habitants n'aimaient pas le nom Plaisance.